# Söne
Söne är kyrkbyn i Söne socken i Lidköpings kommun i Västergötland. Byn ligger cirka 15 kilometer väster om Lidköping. 
I byn ligger Söne kyrka från 1100-talet.
Utanför byn finns naturreservatet Hindens rev och badstranden Svalnäs.
Den lokala idrottsklubben Söne SK bildade 2013, tillsammans med Örslösa IF, föreningen Örslösa-Söne IK. Idrottsplatsen heter Sönevallen och har två fotbollsplaner.